# Termostat de radiator
Termostatul de radiator este un dispozitiv de reglare a temperaturii radiatorului de încălzire centrală, astfel încât acesta să mențină temperatura camerei la nivelul dorit.
Termostatul de radiator constă dintr-un robinet pe care este fixat un senzor termostatic. Utilizatorul fixează termostatul la temperatura dorită, rotind scala de exemplu la aproximativ 20º C în sufragerie, aproximativ 17ºC în dormitor, etc. Termostatul de radiator va menține această temperatură până la schimbarea setării de către utilizator.

## Componentele termostatelor de radiator și principiul de funcționare
Mânerul unui termostat conține un lichid care se dilată atunci când temperatura din cameră crește. Atunci când aceasta scade, lichidul se contractă.
Atunci când lichidul unui senzor termostatic se dilată, axul de robinet este împins treptat, închizând fluxul de alimentare cu apă caldă a radiatorului. Lichidul se contractă atunci când se răcește camera și nivelul de apă caldă crește - simplu, automat și fără a consuma energie pentru reglare. Pot fi utilizate mai multe tipuri de lichide. Anumite companii optează pentru utilizarea gazului pentru senzorii termostatici, deoarece acesta prezintă o serie de avantaje: gazul reacționează mai rapid decât orice lichid la o schimbare de temperatură și astfel temperatura din cameră este menținută la cea mai mică fluctuație posibilă. Astfel, căldura gratuită este valorificată mai bine. Mai mult, gazul își păstrează capacitatea sa deosebită de reglare pentru toată durata de utilizare a termostatului; altfel spus, calitatea gazului nu este modificată pe măsură ce produsul îmbătrânește.